# Vladímir Mayakovski
Vladímir Vladímirovich Mayakovski (en ruso: Владимир Владимирович Маяковский. Baghdati, Gobernación de Kutaisi, Imperio ruso, 7 de juliojul./ 19 de julio de 1893greg. - Moscú, 14 de abril de 1930) fue un poeta y dramaturgo revolucionario ruso-soviético, y una de las figuras más relevantes de la poesía rusa de comienzos del siglo XX. Fue iniciador del futurismo ruso. De hecho publicó en 1912, junto con David Burliuk y Velimir Jlébnikov, su manifiesto La bofetada al gusto del público (Пощёчина общественному вкусу). 
Miembro del Partido Obrero Socialdemócrata de Rusia, fue también defensor de la Revolución de Octubre de 1917 y se encargó de hacer propaganda de la Unión Soviética por todo el mundo. 
Se suicidó el 14 de abril de 1930, de un disparo en el corazón.

## Vida
Mayakovski nació en el pueblo de Baghdati (de 1940 a 1990 llamado "Mayakovski" en su honor), en Georgia, en 1893. Era hijo de un inspector forestal. Tras la muerte de su padre, en 1906, se trasladó a Moscú, donde estudió pintura. 
Se entusiasmó con el futurismo, por lo que sus primeros poemas, por ejemplo, La nube en pantalones y La flauta vertebral son inspiraciones en el marco de dicha corriente. Su actividad política se inició durante el zarismo; se afilió al Partido Obrero Socialdemócrata de Rusia, lo que le acarreará una retahíla de persecuciones y la sombra solitaria y agobiante de la cárcel. Allí emprendería su tarea poética.
Al consumarse la victoria de la Revolución de Octubre de 1917, apoyó la política cultural de la administración bolchevique. Empleó una gran diversidad de procedimientos para cautivar a las multitudes, abarcando desde la aplicación de un lenguaje coloquial, a veces prosaico, hasta los más refinados estilos épicos.

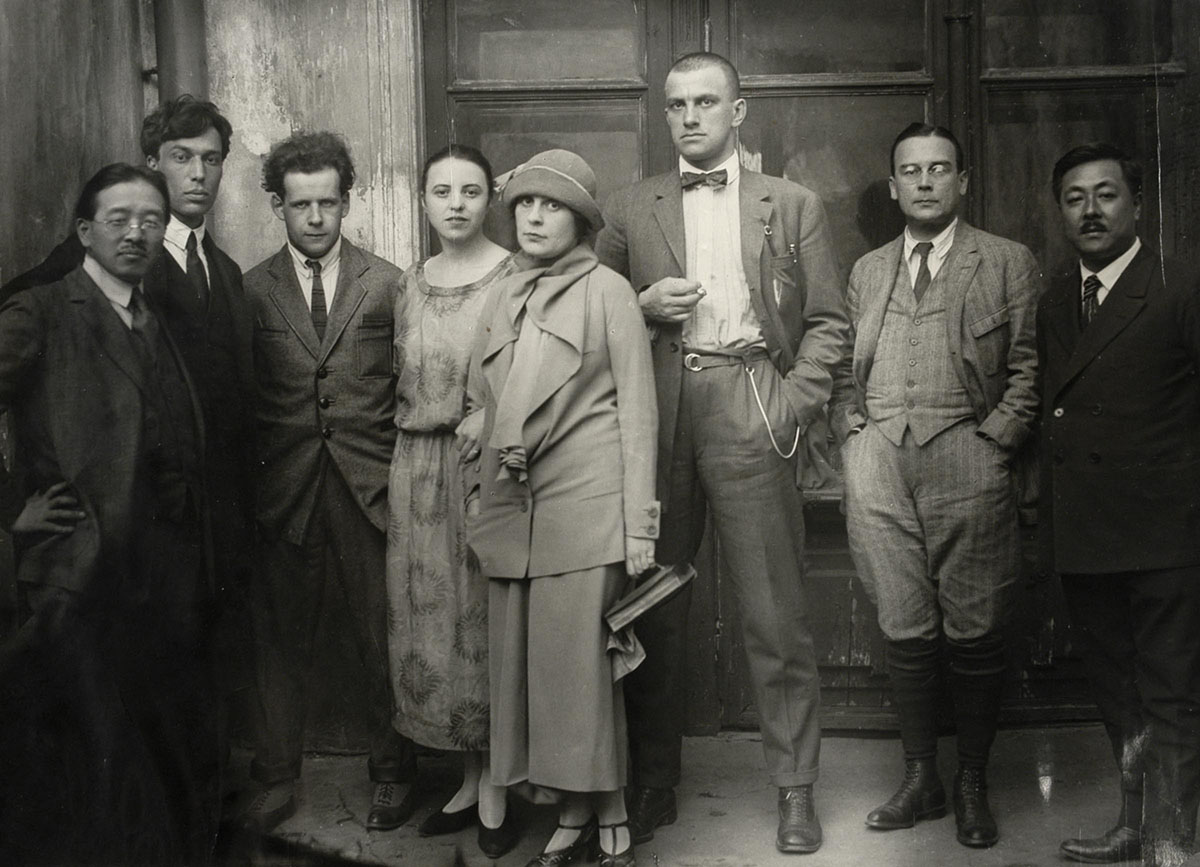
Borís Pasternak (2.º por la izda.), Serguéi Eisenstein (3.º por la izda.), Lilia Brik (4.ª por la dcha.), Vladímir Mayakovski (3.º por la dcha.), 1924

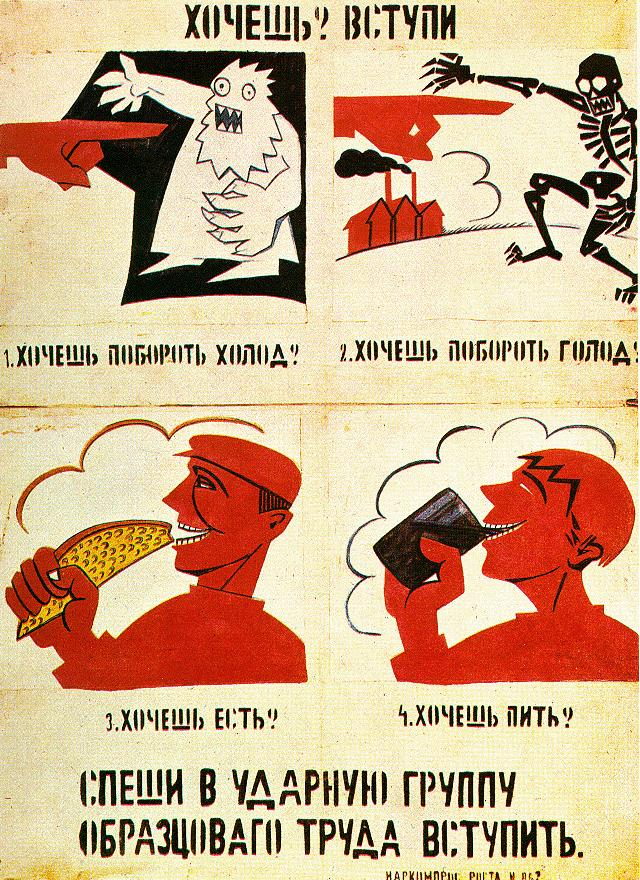
Cartel agitprop de Maykovski para las Ventanas de ROSTA (luego TASS) durante la guerra civil rusa (1918-1923).

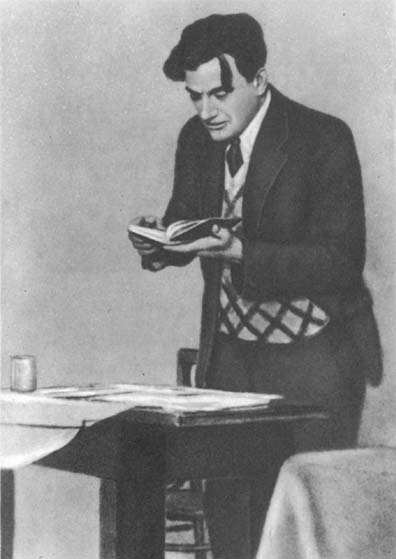
Mayakovski en 1930.

Después de junio de 1915, la obra poética lírica de Mayakovski estaba casi por entero dedicada a Lilia Brik (con la notable excepción de los últimos años de la década de 1920, dedicada a Tatiana Yákovleva). Frecuentemente le dedicaba los poemas de manera explícita o se refería dentro de ellos a Lilia por su nombre. Por ejemplo, en sus "Облако в штанах" (La nube en pantalones, 1915), "Флейта-позвоночник" (La flauta vertebral, 1916), "Про это" (Acerca de esto, 1922), "Лилечка! Вместо письма" (Lílechka! En lugar de una carta).
En el período de los años 1920 Mayakovski se dedicó a promocionar por el mundo la Revolución, cruzando Europa entera e interviniendo en cónclaves y coloquios. En 1922, viajó a Riga, Berlín y París, y en 1925 visitó los Estados Unidos y México. En ese periodo creó elementos prácticos de propaganda, como carteles, afiches y argumentos para películas y recitó sus poemas en la Rusia soviética. Fue uno de los editores de la revista LEF (Levy Front Iskusstv o Frente de Izquierda de las Artes).
Entre los años 1923 y 1925, Maiakovski junto a Aleksandr Ródchenko creó lo que hoy conocemos como una agencia de publicidad, llamada Mayakovski-Ródchenko Advertising-Constructor. Crearon más de 150 piezas publicitarias, packaging y diseños. En esta sociedad publicitaria, Ródchenko era el encargado del diseño gráfico, mientras que Mayakovski creaba eslóganes breves y muy directos.
Mayakovski se suicidó de un disparo en el corazón el 14 de abril de 1930 sin que se hayan podido dilucidar, con claridad, las causas de esa determinación; es probable que intervinieran factores emocionales, como algunas críticas severas por su expresivo «individualismo».

## Obra
En 1912, tomó parte en la creación del texto futurista La bofetada al gusto del público (Пощёчина общественному вкусу). Debido a sus actividades políticas, en 1914 fue expulsado de la Escuela de Pintura, Escultura y Arquitectura de Moscú que luego fue incorporada en Vjutemás.

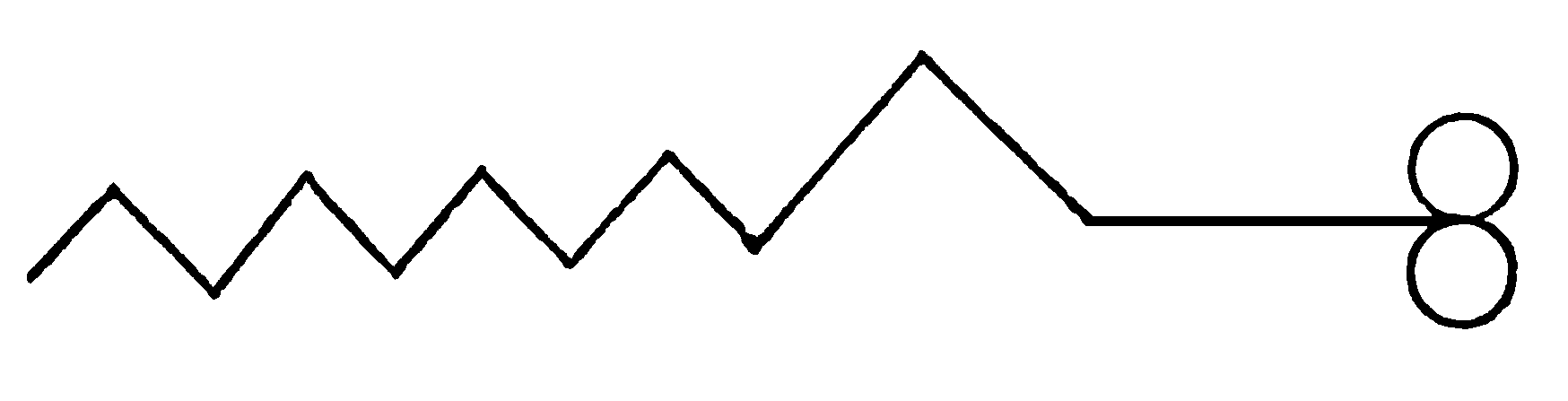
Imagen de Mayakovski Как делать стихи ("Cómo hacer versos").

A partir de ese año comenzó asimismo una evolución hacia formas más narrativas, que habrían de establecerse durante la Revolución rusa su reputación literaria local e internacional.
En su obra teatral  La chinche (1929), ridiculizó la falsedad de la burguesía de su época, sin embargo su Hablando a plena voz (1930), la gran obra épica que dejó sin concluir, se califica como su legado idealista. 
En 1918, Mayakovski escribió el guion de la película Закованная фильмой (Atrapada por la película). En el mismo año escribió el guion, codirigió e interpretó el papel del gamberro en la película Báryshnia i juligán (La señorita y el gamberro) basada en el relato La maestra de los obreros de Edmondo De Amicis (véase Báryshnia i juligán).

## Mayakovski como personaje literario
El escritor Juan Bonilla noveló la vida de Mayakovski en su obra Prohibido entrar sin pantalones (Seix Barral, 2013). En su novela, el narrador español utiliza la peripecia vital de Mayakovski, desde su irrupción en el futurismo hasta su suicidio, para reflexionar acerca de las relaciones entre arte y poder. Mayakovski comienza siendo un rebelde que se une a las fuerzas de la violenta vanguardia que recita en cabarets y circo, y poco a poco va ganando fama, una fama que lo llevará a consagrarse como poeta nacional cuando triunfe la Revolución bolchevique. Entra entonces en una segunda etapa de autor oficial en la que se desborda en diferentes manifestaciones —no solo poéticas— en la que llega a decir que terminó la era de la poesía poética y empezaba la de la poesía periodística, la poesía puesta al servicio de la Revolución. La muerte de Lenin y la llegada de Stalin al poder, lo llevará a una tercera etapa, en la que vuelve a convertirse en un rebelde, y en la que ha de padecer los abucheos y la persecución de los escritores oficiales, que lo tachan de elitista y pequeño burgués. Toda la novela está llena de versos de Mayakovski, de ahí que Lara Moreno haya escrito que Prohibido entrar sin pantalones, no sea tanto una biografía de Mayakovski como una biografía de la poesía. La novela fue galardonada con el I Premio Bienal de Novela Mario Vargas Llosa concedido por un jurado internacional a la mejor obra publicada en español en los años 2012 y 2013.
Antonio Tabucchi, en su obra de 1992 Sueños de sueños, toma a Mayakovski como protagonista de uno de los cuentos del libro, titulado: "Sueño de Vladímir Majakovskij (sic), poeta y revolucionario". En la narración Tabucchi crea un posible sueño del escritor durante su último mes de vida, e incluye elementos biográficos del protagonista, como su pasión por las máquinas, su obsesión enfermiza con el lavado de manos, su militancia política. 
Además es mencionado brevemente por Ken Follett en su novela El Umbral de la Eternidad (2014), donde se lo describe como un poeta bolchevique con el cual los disidentes rusos se identificaban.

## Publicaciones
Las obras más destacadas

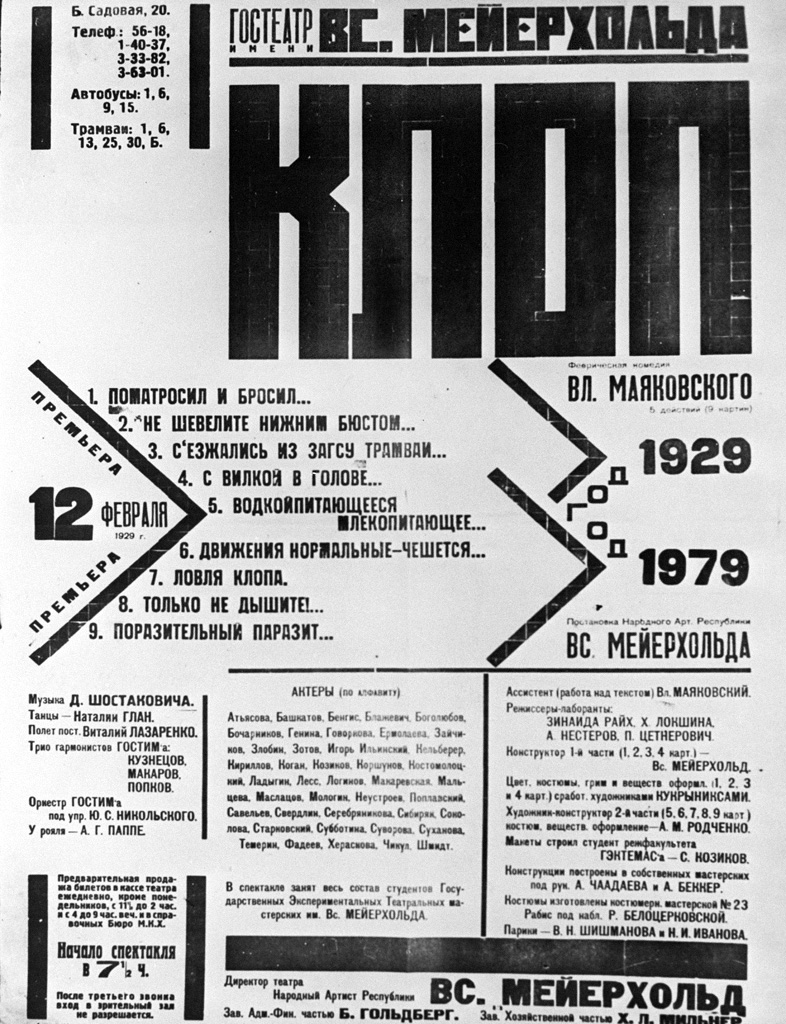
Cartel del estreno de La chinche por Kukryniksy y Aleksandr Ródchenko. Teatro GOSTIM de Vsévolod Meyerhold, 1929

- Yo mismo, colección de versos, 1913 (Я!)
- ¡Vea Ud.!, 1913 (Нате!)
- La rebelión de los objetos  o Vladímir Mayakovski (Tragedia), 1913 (восстание объектов, Владимир Маяковский)
- La nube en pantalones, 1915 (Облако в штанах)
- La flauta vertebral, 1915 (Флейта-позвоночник)
- Guerra y paz, 1917 (Война и мир)
- Hombre, 1918 (Человек)
- Misterio bufo, 1918 (Мистерия-буфф)
- 150 000 000, 1920
- Amo, 1922 (Люблю)
- Acerca de esto, 1922 (Про это)
- Vladímir Ilich Lenin, 1924 (Владимир Ильич Ленин)
- ¡Bien!, 1927 (Хорошо!) Colección de poemas Yo mismo, diseño de portada de Vasili Chekryguin. 1913
- La chinche, 1929 (Клоп)
- El baño, 1929 (Баня)

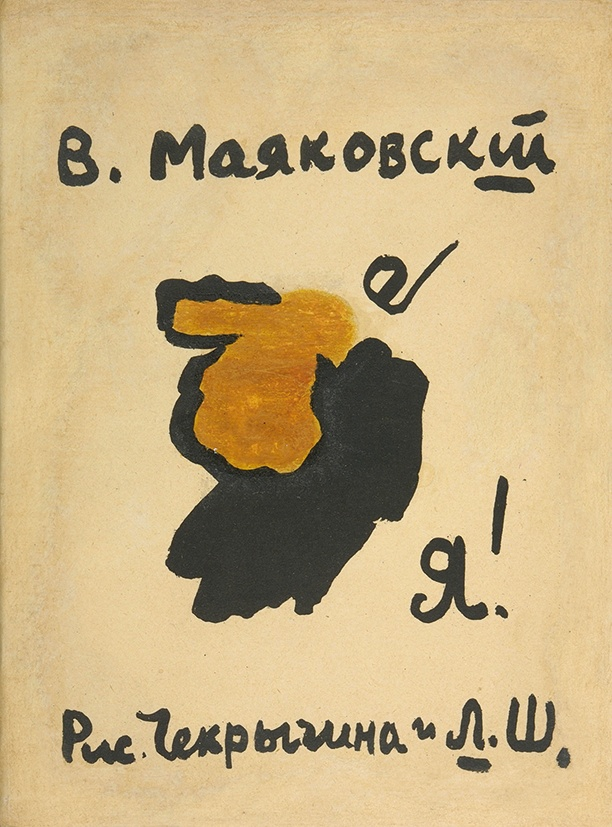
Colección de poemas Yo mismo, diseño de portada de Vasili Chekryguin. 1913

- Hablando a plena voz, 1930 (Во весь голос)

Las obras traducidas
- Misterio bufo, Cuadernos para el Diálogo, 1971.
- Yo mismo. Cómo hacer versos, Traducción Agustín García Tirado y Eulalia Soldevilla, Editorial Alberto Corazón, Madrid, 1971.
- El baño: Drama en tres actos, con circo y fuegos artificiales, Escelicer, 1972.
- La rebelión de los objetos, Fundamentos, Madrid, 1972.
- Poemas 1913–1916, Alberto Corazón, Madrid, 1972.
- Poemas 1917–1930, Alberto Corazón, Madrid, 1973.
- La chinche; El baño, Edaf, 1974.
- Poesía y revolución, Península, Barcelona, 1974.
- Hoja tras hoja, un elefante o una leona, Progreso, Moscú, 1978.
- Vladímir Ilich Lenin, Akal, 1978.
- Poesía, Akal.
- Poemas (1912–1920), Laya, 1984.
- Conversaciones con el inspector fiscal y otros poemas, Ediciones 29, Barcelona, 1997.
- La nube en pantalones, Mondadori, 1999.
- ¿Qué está bien y qué está mal?, Hiperión, 1999.
- Poemas, Ediciones 29, Barcelona, 2002.
- España; Dos monjas, Editorial Límite, Santander, 2004.
- Mi descubrimiento de América: 1925: en 12 poemas, Euskoprint, Bilbao, 2005.
- Cómo hacer versos, Mono Azul editora, Sevilla, 2009.
- Una bofetada al gusto del público, Mono Azul editora, Sevilla, 2009.
- América, Gallo Nero, Madrid, 2010.

### En antologías
- Poesía soviética rusa, 1965 (traducción Nicanor Parra)
- Poesía rusa soviética 1917-1967. Edición especial de la revista Literatura Soviética, 1967, Nº 6[4] (traducciones de Lila Guerrero,  César Arconada e Inna Tyniánova)

## Adaptaciones cinematográficas
Блек энд уайт en YouTube. (Black And White - 1932): cortometraje de dibujos animados basado en el poema homónimo de Mayakovski, producido por los estudios Mezhrabpomfilm (Межрабпомфильм) y dirigido por Iván Ivanov-Vanó (Иван Иванов-Вано, 1900-1987) y Leonid Amalrik (Леонид Амальрик, 1905-1997).
- ¡Vé adelante, tiempo! (Вперед, время! - 1977): cortometraje de animación basado en poemas de Mayakovski, producido por los estudios Soyuzmultfilm y dirigido por Vladímir Tarásov (Владимир Тарасов, n. 1939).[6]

Filmografía de Mayakovski en Internet Movie Database (en inglés).

## Legado
Tras la muerte de Mayakovski, la dirección de la Asociación de Escritores Proletarios de Rusia (RAPP) se encargó de cancelar las publicaciones de la obra del poeta y su propio nombre dejó de ser mencionado en la prensa soviética. En su carta de 1935 a Iósif Stalin, Lilia Brik desafió a sus oponentes, pidiendo personalmente ayuda al líder soviético. La resolución de Stalin inscrita en este mensaje, decía:
Camarada Yezhov, hágase cargo de la carta de Brik. Mayakovski es el mejor y más talentoso poeta de nuestra época soviética. La indiferencia hacia su herencia cultural equivale a un crimen. Las quejas de Brik están, en mi opinión, justificadas...
El efecto de esta carta fue sorprendente. Mayakovski fue inmediatamente aclamado como un clásico soviético, demostrando ser el único miembro de la vanguardia artística de principios del siglo XX que entró en la corriente principal soviética. Su ciudad natal, Baghdati (Georgia), fue rebautizada como Mayakovski en su honor. En 1937, se inauguró en Moscú el Museo Mayakovski (y la biblioteca). La Plaza del Triunfo de Moscú se convirtió en la Plaza Mayakovski. En 1938, se abrió al público la estación del metro de Moscú Mayakóvskaya. Nikolái Aséiev recibió el Premio Stalin en 1941 por su poema Mayakovski empieza aquí, que lo celebraba como poeta de la revolución. En 1974, se inauguró el Museo Estatal de Mayakovski en el centro de Moscú, en el edificio donde Mayakovski residió de 1919 a 1930.
En consecuencia, para los lectores soviéticos, Mayakovski se convirtió simplemente en "el poeta de la Revolución". Su legado ha sido censurado, las piezas más íntimas o controvertidas ignoradas, los versos sacados de contexto y convertidos en eslóganes (como el omnipresente "Lenin vivió, Lenin vive, Lenin vivirá para siempre"). El mayor rebelde de su generación fue convertido en un símbolo del Estado represivo. La canonización sancionada por Stalin le ha deparado a Mayakovski, según Borís Pasternak, la segunda muerte, ya que las autoridades comunistas "empezaron a imponerlo por la fuerza, como Catalina la Grande las patatas."
A finales de la década de 1950 y principios de la de 1960, la popularidad de Mayakovski en la Unión Soviética comenzó a aumentar de nuevo, con la nueva generación de escritores reconociéndolo como un proveedor de la libertad artística y la experimentación audaz. "El rostro de Mayakovski está grabado en el altar del siglo", escribió Pasternak en aquella época. Los jóvenes poetas, atraídos por el arte de vanguardia y el activismo que a menudo chocaban con el dogma comunista, elegían la estatua de Mayakovski en Moscú para sus lecturas de poesía organizadas.
Entre los autores soviéticos a los que influyó se encuentran Valentín Katáyev, Andréi Voznesenski (que llamó a Mayakovski maestro y poeta favorito y le dedicó un poema titulado Mayakovski en París) y Yevgueni Yevtushenko. En 1967, el Teatro Taganka puso en escena el espectáculo poético ¡Escuchad aquí! (Послушайте!), basado en las obras de Mayakovski con el protagonismo de Vladímir Vysotski, también muy inspirado en la poesía de Mayakovski.
Mayakovski llegó a ser conocido y estudiado fuera de la URSS. Poetas como Nâzım Hikmet, Louis Aragon y Pablo Neruda reconocieron haber sido influenciados por su obra. Fue el futurista más influyente en Lituania y su poesía ayudó a formar el movimiento Keturi vėjai (Cuatro Vientos) de ese país. Mayakovski fue una importante influencia para el poeta estadounidense Frank O'Hara. El poema de O'Hara "Mayakovsky"(1957) contiene muchas referencias a la vida y la obra de Mayakovski, además de "Un verdadero relato de hablar con el sol en Fire Island" (1958), una variación de "Una extraordinaria aventura que le ocurrió a Vladímir Mayakovski un verano en una dacha" (1920). En 1986, el cantante y compositor inglés Billy Bragg grabó el álbum Talking with the Taxman about Poetry, llamado así por el poema homónimo de Mayakovski. En 2007, el bio-drama teatral de Craig Volk Mayakovsky Takes the Stage (basado en su guion At the Top of My Voice) ganó el PEN-USA Literary Award al mejor drama teatral.
En los últimos años de la Unión Soviética, existía una fuerte tendencia a considerar la obra de Mayakovski como anticuada e insignificante; incluso se pedía que se desterraran sus poemas de los libros de texto. Sin embargo, a partir de sus mejores obras, la reputación de Mayakovski revivió y (por autores como Yuri Karabchiyevski) se ha intentado recrear una imagen objetiva de su vida y su legado. Mayakovski fue acreditado como un reformador radical de la lengua poética rusa que creó su propio sistema lingüístico cargado de un nuevo tipo de expresionismo, que en muchos aspectos influyó en el desarrollo de la poesía soviética y mundial. El "toro furioso de la poesía rusa", "el mago de la rima", "un individualista y un rebelde contra el gusto y las normas establecidas", Mayakovski es visto por muchos en Rusia como una fuerza revolucionaria y un gigante rebelde en la literatura rusa del siglo XX.[cita requerida]
Bernd Alois Zimmermann incluyó su poesía en su Requiem für einen jungen Dichter (Réquiem para un joven poeta), terminado en 1969.
Existe un monumento a Mayakovski en Kirguistán, en un antiguo sanatorio soviético a las afueras de la capital, Biskek.